# Blasillo 2.ª Sección (Otates)
Blasillo 2.ª Sección (Otates) es una localidad del municipio de Huimanguillo ubicado en la subregión de la Chontalpa del estado mexicano de Tabasco.

## Geografía
La localidad de Blasillo 2.ª Sección (Otates) se sitúa en las coordenadas geográficas 17°57′24″N 93°50′59″O / 17.956667, -93.849722, a una elevación de -2 metros sobre el nivel del mar.

## Demografía
Según el Conteo de Población y Vivienda 2020, efectuado por el Instituto Nacional de Estadística y Geografía, la localidad de Blasillo 2.ª Sección (Otates) tiene 958 habitantes, de los cuales 466 son del sexo masculino y 492 del sexo femenino. Su tasa de fecundidad es de 2.7 hijos por mujer y tiene 272 viviendas particulares habitadas.
| Gráfica de evolución demográfica de Blasillo 2.ª Sección (Otates) entre 1980 y 2020 |
|                                                                                     |
| INEGI.                                                                              |